# August Hermann Francke
August Hermann Francke (Lubecca, 22 marzo 1663 – Halle an der Saale, 8 giugno 1727) è stato un teologo e pedagogo tedesco.

## Biografia
Studiò prima nel ginnasio di Gotha e poi nelle Università di Erfurt, di Kiel, dove venne sotto l'influsso del pietista Christian Kortholt e infine nell'Università di Lipsia dove si laureò nel 1686. Durante i suoi studi approfondì in modo particolare la lingua ebraica e greca. 
Dopo aver visitato Spener, allora predicatore nella corte di Dresda, Francke rimase colpito dai "Collegia pietatis" dello Spener, tanto che, insieme con Johann Kaspar Schade e Paul Anton, tornato a Lipsia nella primavera del 1689, vi fondò i "Collegia philobiblica", ove si tenevano letture bibliche, improntate secondo un'esegesi pratica. La particolarità del suo insegnamento provocò un'accesa opposizione delle autorità universitarie che portò sia al divieto del suo incarico di lettore a Lipsia nel 1690, in quanto accusato di pietismo, sia a quello di pastore luterano a Erfurt nel 1691.
Espulso anche da Dresda, accolse nel  dicembre 1691 l'invito di Spener di recarsi nell'Università di Halle, organizzata dall'Elettore Federico III, margravio del Brandeburgo, per insegnarvi greco e lingue orientali, svolgendo anche la funzione di pastore a Glaucha, un sobborgo di Halle. 
L'università di Halle diventò così il centro di divulgazione del pietismo che ebbe in Francke, dal 1698 professore di teologia, il principale promotore, tanto degli studi biblici quanto, colpito dalle gravi condizioni di miseria della popolazione, dell'opera di soccorso dei sudditi. A questo scopo fondò nel 1695 scuole di carità e di riposo per anziani e laboratori artigiani, seguiti nel 1701 da un orfanotrofio, il "Waisenhaus", e nel 1710 dall'"Istituto Biblico Canstein", dotato di una propria tipografia, che stampò e fece distribuire 80.000 Bibbie complete e 100.000 copie del Nuovo Testamento in soli sette anni - un numero notevolissimo, dato che precedentemente in Germania, in circa ottanta anni (1534-1626), erano state prodotte solo 20.000 Bibbie.
Fin dall'inizio era stato profondamente impressionato dal grande numero di bambini emarginati, analfabeti e dediti al crimine. Dopo diversi tentativi, nel 1695 fondò una scuola di accoglienza e un'altra ancora nel 1697.
Nel 1698 si prese cura di almeno cento orfani da nutrire, vestire e istruire. Le sue scuole crebbero di importanza, furono conosciute sotto il nome di Franckesche Stiftungen (Fondazioni Francke), tuttora esistenti. Vi veniva fornita un'educazione rigorosamente religiosa: del resto, anche nel suo insegnamento universitario aveva sempre dato grande importanza allo studio della Scrittura; tra i suoi colleghi, assecondarono i suoi principi Paul Anton, Joachim Breithaupt e Joachim Lange. Grazie alla sua influenza, Halle divenne un centro di diffusione del pietismo in tutta la Germania.
Francke aprì anche una scuola secondaria, il "Pädagogium", propedeutica alle scuole militari e burocratiche e un'altra, il "Seminarium selectum praeceptorum", per la formazione degli insegnanti.

## Opere
- August Hermann Francke, August Hermann Franckes Schrift über eine Reform des Erziehungs- und Bildungswesens als Ausgangspunkt einer geistlichen und sozialen Neuordnung der Evangelischen Kirche des 18. Jahrhunderts: der Grosse Aufsatz. Berlin, Akademie, 1962.